# Эванджелиста, Даниэлла
Даниэ́лла Эванджели́ста (англ. Daniella Evangelista; 20 сентября 1982, Ванкувер, Британская Колумбия, Канада) — канадская актриса

, фотомодель, каскадёр и кастинг-директор.

## Биография
Даниэлла Эванджелиста родилась в 1982 году в итальянской семье. Её отец — токарь. Старшая из двух дочерей. В начале карьеры Эванджелиста работала в национальной кампании для «Benetton Group», участвовала в экспозициях японских календарей и других рекламных акциях. Она также появилась на обложке популярного итальянского подросткового журнала «Bambini».
Эванджелиста играла одну из главных ролей, Трейси Антонелли, в подростковой драме «Эджмонт» с 2001 по 2005 год; озвучивала Кану в «Хамторо» и Асуку Сакурай в аниме-сериале «Похититель Душ» в 2002 году.
В 2000 году сыграла роль Кимберли Парсонс в фильме ужасов и триллере «Домик у озера» с Джаддом Нельсоном в главной роли. В 2001 году  также снялась в сиквеле фильма — «Возвращение в Домик у озера».
В 2001 году исполнила роль Мэри-Энн Нордстром в фильме «Возвращение Джека Потрошителя».
В 2003 году снялась в музыкальном клипе «Nickelback» на песню «Someday».

## Избранная фильмография
| Год       |   | Русское название                      | Оригинальное название                  | Роль                        |
| --------- | - | ------------------------------------- | -------------------------------------- | --------------------------- |
| 1995      | ф | Поразительные приключения панды       | The Amazing Panda Adventure            | одноклассница               |
| 1996      | с | Hana Yori Dango                       | Hana Yori Dango                        | Эрика Аюхара                |
| 1998      | ф | Непристойное поведение                | Disturbing Behavior                    | Даниэлла — Блю Риббон       |
| 1999      | с | За гранью возможного                  | The Outer Limits                       | Синди Паркер                |
| 1999      | с | Первая волна                          | First Wave                             | Лора Беннетт                |
| 2001      | с | Похититель Душ                        | The SoulTaker                          | Асука Сакурай               |
| 2001      | ф | Возвращение Джека Потрошителя         | Ripper                                 | Мэри-Энн Нордстром          |
| 2001      | ф | Исполнитель желаний 3: Камень Дьявола | Wishmaster 3: Beyond the Gates of Hell | Энн                         |
| 2001      | с | Охотники за нечистью                  | Special Unit 2                         | девушка-подросток           |
| 2002      | ф | Давилка 2: Компьютерный убийца        | The Mangler 2                          | Эмили Стоун                 |
| 2002      | ф | Семнадцатилетние                      | All I Want                             | девушка                     |
| 2005      | с | 4400                                  | The 4400                               | Карен — телефонный оператор |
| 2006      | с | Собиратель душ                        | The Collector                          | Эшли Меррин                 |
| 2006      | с | Звёздные врата: SG-1                  | Stargate SG-1                          | Денья                       |
| 2007      | с | Секс в другом городе                  | The L Word                             | Ребекка                     |
| 2007      | с | Кровные узы                           | Blood Ties                             | Кассис                      |
| 2007      | с | Сверхъестественное                    | Supernatural                           | развлекающаяся вампирша № 1 |
| 2008      | ф | Смертельный удар                      | Kill Switch                            | барменша                    |
| 2013      | с | Хранилище 13                          | Warehouse 13                           | Анна                        |
| 2013      | ф | Тихоокеанский рубеж                   | Pacific Rim                            | кадетша                     |
| 2014      | с | Раш                                   | Rush                                   | поклонница № 1              |
| 2016—2017 | с | Волшебник                             | The Magicians                          | Филлорианская мать          |